# Der Nevada-Mann
Der Nevada-Mann (Originaltitel: The Nevadan) ist ein US-amerikanischer Western aus dem Jahr 1950 von Gordon Douglas mit Randolph Scott in der Hauptrolle. Der Film wurde von Columbia Pictures produziert.

## Handlung
Tom Tanner hat eine Postkutsche überfallen und das erbeutete Gold versteckt. Er wird verhaftet und soll in ein Gefängnis überstellt werden. Tanner kann auf dem Weg dorthin flüchten. Er bemerkt, dass er von einem Mann verfolgt wird, der scheinbar neu im Westen ist. Tanner legt ihm einen Hinterhalt und nimmt ihn gefangen. Er fordert von dem Mann, Andrew Barclay, seine Kleidung. Mit Barclay macht er sich auf zu einer Stadt, um dort die Bank aufzusuchen, bei der er einen Umschlag deponiert hat. In diesem Umschlag befindet sich die Wegbeschreibung zum Gold.
Wieder unterwegs werden sie von den Brüdern Jeff und Bart angehalten, die mit vorgehaltener Waffe die Herausgabe des Umschlags fordern. Zu Tanners Überraschung entwaffnet Barcley die beiden und nimmt ihre Pferde. Barcley erklärt, er sei wie Tanner auf der Flucht und sie sollten zusammenarbeiten. In der Nacht, während Barcley schläft, reitet Tanner heimlich davon. 
Am nächsten Tag erreicht Barclay die Ranch von Karen Galt, um sein lahmendes Pferd einzutauschen. In der nächsten Stadt, Twin Forks, trifft er im Saloon auf Tanner, der vorgibt ihn nicht zu kennen. Edward Galt, Karens Vater, ist auf Barcley aufmerksam geworden und fragt ihn nach Tanner und dem verschwundenen Gold. Barcley gibt vor, Tanner nicht zu kennen und wird von Jeff, Bart und Sandy zusammengeschlagen.
In der Nacht bricht jemand in Tanners Zimmer ein und wird von diesem in Notwehr getötet. Galt stellt Tanner als kaltblütigen Mörder dar und lässt ihn festnehmen. Barcley befreit Tanner gegen einen Anteil am Gold. Zusammen eilen sie zur alten Galt-Ranch, auf der Karen sich um verletzte Pferde sorgt. Karen entdeckt die beiden, und Barcley gesteht ihr, US-Marshal zu sein. Galt kommt zur Ranch und erkennt das Pferd, auf dem Barcley geflüchtet ist. Später in der Stadt befragt er seine Tochter, die ihm Barcleys wahre Identität mitteilt, ohne zu wissen, dass ihr Vater hinter dem Gold her ist.
Karen belauscht ein Gespräch zwischen Galt, Jeff, Bart und Sandy und erkennt, dass Barcleys Leben in Gefahr ist. Sie eilt zur alten Ranch, wird dabei von einem der Männer ihres Vaters verfolgt, der dann Galt und die anderen heranholt. Es kommt zum Kampf. Galt kann seine Tochter entwaffnen und von Sandy bewachen lassen. Mit Jeff und Bart macht er sich auf die Suche nach Barcley und Tanner. 
Tanner hat das Gold in einem verlassenen Minenschacht versteckt. Bei dem folgenden Kampf werden Galt und seine Männer getötet. Barcley enthüllt nun auch Tanner gegenüber seine Identität. Tanners Flucht war geplant, damit das Gold zurückbeschafft werden kann. Als der Schacht zusammenbricht, überwältigt Barcley Tanner. Er bringt ihn zurück zum Gefängnis. Da er sein Pferd bei Karen gelassen hat, weiß diese, dass er zurückkehren wird.

## Produktion
Gedreht wurde der Film vom 13. April bis zum 11. Mai 1949 in den Alabama Hills, in Thousand Oaks, auf der Iverson Ranch in Chatsworth sowie in den Columbia-Studios in Burbank.

## Stab und Besetzung
Frank A. Tuttle war der Szenenbildner, Morris Stoloff der musikalische Direktor.
In kleinen nicht im Abspann erwähnten Nebenrollen traten Charles Halton, Olin Howland, James Kirkwood, Hank Mann und Francis McDonald auf.

## Veröffentlichung
Die Premiere des Films fand am 11. Januar 1950 statt. In der Bundesrepublik Deutschland wurde er am 29. Juni 1974 im deutschen Fernsehen ausgestrahlt.

## Synchronisation
Scott wird in der deutschsprachigen Synronfasung von Werner Bruhns, Malone von Barbara Peters gesprochen.

## Kritiken
Das Lexikon des internationalen Films schrieb: „Gut konstruierter und fotografierter Randolph-Scott-Western mit überraschender Pointe.“
Die Filmzeitschrift Cinema befand: „Obwohl mit den Hauptdarstellern zwei wahre Größen des Genres versammelt sind, springt der Funke nicht über. Fazit: Kein Randolph-Scott-Klassiker.“
Der Kritiker des TV Guide sah einen gut getimeten Actionfilm mit feiner Kameraarbeit.